# Граунд-Зіро (Всесвітній торговий центр)
40°42′42″ пн. ш. 74°00′48″ зх. д. / 40.711666666667° пн. ш. 74.013333333333° зх. д.
Гра́унд-Зіро (англ. Ground Zero) — ділянка в Нижньому Мангеттені площею 65 000 м², де до 11 вересня 2001 року розташовувався початковий комплекс будівель Всесвітнього торгового центра. Сама назва ділянка Граунд-Зіро пов'язано з подіями 11 вересня і походить від англійського терміна, що позначає епіцентр. Господарем ділянки є Портове управління Нью-Йорка і Нью-Джерсі.
Західна частина Граунд-Зіро раніше знаходилася під водами річки Гудзон. У 1613 році в цьому місці потерпів крах корабель Tyger голландського мореплавця Адріена Блока. Вимушений зимувати на Мангеттені, екіпаж корабля заснував перше на острові європейське поселення. Останки корабля були похоронені внаслідок розширення берегової лінії. Вони були виявлені в ході земляних робіт, що проводилися у 1916 році. У XVIII столітті в цьому місці затонув ще один корабель. Його останки були виявлені археологами у 2010 році
До 1960 років на місці Граунд-Зіро розташовувалося безліч магазинів електронно-побутових товарів. Цей район в ті роки навіть носив назву Радіоряд (англ. Radio Row). У рамках зведення в 1968–1973 роках комплексу Всесвітнього торгового центру магазини були знесені.
11 вересня 2001 року в результаті найбільшої терористичної атаки вежі комплексу були зруйновані. Це викликало значне поширення пилу, а ділянка Граунд-Зіро виявилася завалена сотнями тисяч тонн уламків Для того, щоб полегшити розчищення ділянки і пошук тіл загиблих, Пожежний департамент Нью-Йорка поділив Граунд-Зіро на чотири умовні сектори Розбір завалів був завершений до травня 2002 року Більша їх частина була звезена на велике звалище Фреш-Кіллс-Лендфілл на Стейтен-Айленді. Уламки Південної вежі серйозно пошкодили будівлю Deutsche Bank Building, що стояла неподалік. Воно виявилося заповненим токсичним пилом. У 2002 році Deutsche Bank визнав, що будівля не підлягає відновленню, і до січня 2011 року вона була повністю знесена До лютого 2005 року була завершена ідентифікація виявлених на Граунд-Зіро людських останків.
Незабаром після обвалення веж мер Нью-Йорка Рудольф Джуліані, губернатор штату Нью-Йорк Джордж Патакі і президент Джордж Буш заявили про те, що ділянка Граунд-Зіро буде забудована знову У листопаді 2001 року губернатор Патакі заснував Корпорацію розвитку Нижнього Мангеттена (LMDC). Вона наділена повноваженнями контролювати процес відновлення комплексу LMDC координує взаємодію федерального уряду США з Портовим управлінням Нью-Йорка і Нью-Джерсі, Ларрі Сильверстайном і студією Даніеля Лібескинда, а також взаємодією з місцевими жителями, компаніями, владою Нью-Йорка і родичами загиблих 11 вересня. На ділянці вже зведені або знаходяться на стадії будівництва наступні об'єкти комплексу:
- Всесвітній торговий центр 1
- Всесвітній торговий центр 2
- Всесвітній торговий центр 3
- Всесвітній торговий центр 4
- Всесвітній торговий центр 5
- Всесвітній торговий центр 7
- Національний меморіал і музей 11 вересня

Окрім вказаних будівель за адресою Сідар-стріт, 155 планується відновлення Церкви Святого Миколая Також розроблений і реалізується проект створення транспортного терміналу World Trade Center
11 березня 2002 року на Граунд-Зіро було встановлено 88 прожекторів. Вони спрямовані вгору і утворюють два потужних проміння. Інсталяція дістала назву Посвячення у світлі. До 14 квітня 2002 року прожектори запалювалися кожен вечір. Нині це відбувається лише щорічно 11 вересня